# Ras Dashan
Le Ras Dashan (ge'ez : ራስ ዳሸን (Ras Dashän)) est, avec 4 550 mètres d'altitude, le point culminant de l'Éthiopie et des monts Simien. Il fait partie du parc national du Simien. Il est gravi pour la première fois par un Occidental en 1841 et son ascension ne présente aucune difficulté.

## Toponymie
Ras Dashan est également orthographié Ras Dashen (ራስ ዳሸን (Ras Dashän)) ou Ras Dejen (ራስ ደጀን (rās dädjän)) et signifie le « général qui a combattu en face de l'empereur » en amharique.

## Géographie
Le Ras Dashan est situé dans le Nord de l'Éthiopie, dans la zone Semien Gondar de la région Amhara, à 130 kilomètres environ des côtes du lac Tana. Il se trouve 480 kilomètres au nord de la capitale Addis-Abeba. D'après une campagne de l'Ethiopian Mapping Authority menée en 2005 et confirmée deux ans plus tard par une étude franco-italienne (Vigano'-Salvat) à l'aide d'un GPS différentiel, le sommet culmine à 4 550 mètres d'altitude, soit dix-sept mètres de plus que la valeur obtenue dans les années 1960-1970 ; la valeur longtemps répandue de 4 620 mètres était largement surestimée. La montagne s'élève dans les monts Simien, sur les plateaux d'Éthiopie, ce qui en fait le point culminant du massif et du pays. C'est un des rares endroits d'Éthiopie à être fréquemment enneigé en hiver. Le Ras Dashan, constitué de neuf cimes distinctes, fait face au mont Bwahit (4 437 m) et ses pentes sont entaillées de nombreuses ravines. Il formerait le reste du rebord d'une ancienne caldeira érodée de grande taille et, bien qu'il n'existe plus aucune activité volcanique de nos jours, la montagne est principalement composée de basalte.

## Histoire
La première ascension du sommet par des Occidentaux est réalisée par les Français Pierre Victor Adolphe Ferret et Joseph Germain Galinier en 1841. En 1848 Antoine d'Abbadie fait l'ascension du Ras Dashan. Il évalue l'altitude à 4 600 m, proche de l'estimation moderne (4 550 m).
Un petit fort, construit vers 4 300 mètres et dont les ruines sont encore visibles à moins d'une heure de marche du sommet, fait l'objet d'une bataille[Laquelle ?] au XIXe siècle. Jusqu'à la colonisation italienne en 1935, le sommet est resté inviolé par les autochtones en raison des croyances locales prétendant en l'existence d'esprits hostiles.

## Activités
L'ascension du sommet ne présente aucune difficulté technique, bénéficie généralement de conditions météorologiques favorables et traverse de nombreux campements de bergers. La voie normale passe par le camp de base d'Ambikwo, à 3 100 mètres d'altitude.
La montagne fait partie depuis 1969 du parc national du Simien. Celui-ci est inscrit en 1978 sur la liste du patrimoine mondial de l'UNESCO.